# NK Varaždin (2012)
Nogometni klub Varaždin  är en kroatisk fotbollsklubb från staden Varaždin i den nordöstra delen av landet. De spelar sina hemmamatcher på Stadion Anđelko Herjavec, som tar 10 800 åskådare. 

## Historia
Klubben grundades den 1 juli 2012 under namnet Varaždin ŠN.

## Placering tidigare säsonger
| Säsong    | Nivå | Liga       | Placering | Referens |
| --------- | ---- | ---------- | --------- | -------- |
| 2017/2018 | 2    | 2. HNL     | 2         | [ 1 ]    |
| 2018/2019 | 2    | 2. HNL     | 1         | [ 2 ]    |
| 2019/2020 | 1    | Prva HNL   | 8         | [ 3 ]    |
| 2020/2021 | 1    | Prva HNL   | 12        | [ 4 ]    |
| 2021/2022 | 2    | 2. HNL     | 1         | [ 5 ]    |
| 2022/2023 | 1    | SuperSport | 6         |          |